# King Island Airlines

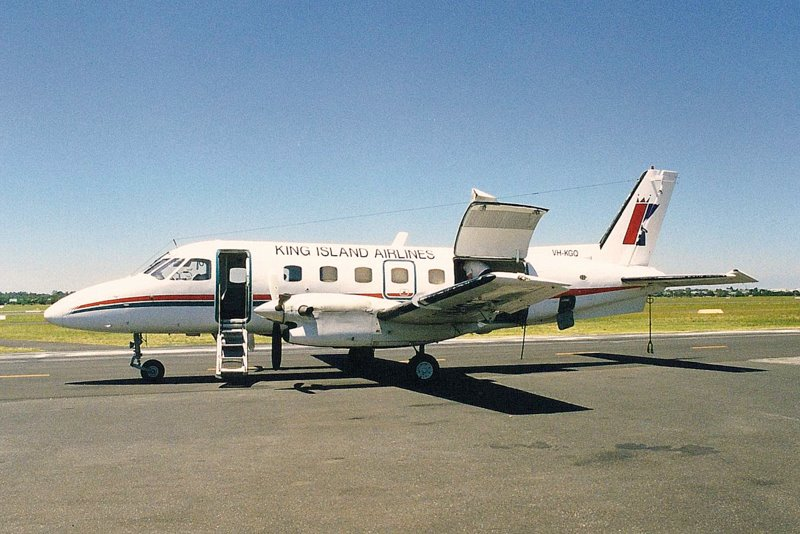

Matakana Nominees Pty. Ltd., qui est King Island Airlines, est une petite compagnie aérienne régionale basée à Moorabbin, en Australie. Elle exploite un service entre Moorabbin à Victoria et King Island.